# Fairness & Accuracy in Reporting
Fairness & Accuracy In Reporting (FAIR) es una organización de crítica de los medios de comunicación con sede en la ciudad de Nueva York. La organización fue fundada en 1986 por Jeff Cohen y Martin A. Lee. FAIR se describe a sí mismo como «el grupo nacional de vigilancia de los medios». La organización ha sido descrita como progresista y de tendencia izquierdista.
FAIR monitorea los medios de comunicación de los Estados Unidos en busca de «inexactitud, parcialidad y censura» y aboga por una mayor diversidad de perspectivas en los informes de noticias. Se opone a la propiedad corporativa de las entidades mediáticas y pide la disolución de los conglomerados mediáticos. FAIR publica Extra!, un boletín mensual de críticas de los medios, y también produce un podcast y un programa de radio semanal llamado CounterSpin, que se transmite en más de 150 estaciones en los Estados Unidos.

## Misión
FAIR se describe a sí mismo en su sitio web como «el grupo nacional de vigilancia de los medios» y define su misión como trabajar para «vigorizar la Primera Enmienda abogando por una mayor diversidad en la prensa y examinando las prácticas de los medios que marginan el interés público, las minorías y los puntos de vista disidentes». FAIR se refiere a sí mismo como un «grupo progresista que cree que, en última instancia, se necesita una reforma estructural para romper los conglomerados de medios dominantes, establecer una radiodifusión pública independiente y promover sólidas fuentes de información sin fines de lucro».

## Actividades
Publicado por primera vez en 1987, Extra!, el boletín de FAIR, presenta un análisis de la censura y los efectos de la consolidación de los medios de comunicación actuales. Cubriendo una variedad de otros temas también, FAIR aborda la cobertura de noticias que encuentra sesgada con refutaciones. FAIR también produce CounterSpin, un programa de radio de media hora presentado por Janine Jackson, que se graba en la oficina de FAIR en Nueva York.